# Messiah Marcolin
Messiah Marcolin (nacido PATO como Bror Jan Alfredo Marcolin; 10 de diciembre de 1967), más conocido como Eddie Marcolin, es un cantante sueco, conocido principalmente por su trabajo en la banda de doom metal Candlemass. También en bandas como Mercy, Memento Mori y entre otras más donde prestó su voz. 
Ganó notoriedad por su voz operística, vistiéndose con túnicas de monje y su "Doom Dance" en el que pisa fuerte por el escenario con un ritmo caótico y amenazante.

## Historia

### 1984-1985
Los primeros lanzamientos de Messiah Marcolin fueron con la banda de heavy metal Mercy. Después de grabar un EP, Mercy estaba buscando un cantante para grabar y Messiah fue invitado a unirse a sólo dos semanas antes de la grabación. Cantó en dos álbumes de Mercy, la primera de un debut homónimo en 1984, y Witchburner un año después. Los álbumes fueron influenciados por Black Sabbath, mientras que los gritos en falsete fueron influenciados por el cantante de Mercyful Fate King Diamond. En busca de un sonido más pesado, Messiah decidió dejar la banda.

### 1987-1991, Primeros momentos con Candlemass
Marcolin inicialmente se unió a Candlemass para reemplazar al vocalista Johan Längqvist, que no pudo ser convencido para permanecer en la banda después de Epicus Doomicus Metallicus. La banda obtuvo el nombre de Marcolin de Tom Hallback, un vendedor del refrigerador de Helsingborg y el baterista de bandas de thrash Dios BC y Hysteriah GBC. Su debut con Candlemass fue en el segundo álbum de la banda, Nightfall. Cantó en los dos álbumes posteriores, Ancient Dreams y Tales of Creation también realizó un álbum en vivo. Debido a las diferencias personales con algunos de los otros miembros durante la gira de Tales of Creation en 1991, Marcolin dejó Candlemass.

### 1991-2001
Messiah trabajó en varios proyectos después de salir de Candlemass. En 1993, él co-fundó la banda llamada Memento Mori con Mike Wead y cantó en dos de sus álbumes en 1993 y 1994, antes de salir, ya que no se le permitía aportar, ní escribir melodías. Messiah luego trabajó con miembros de Stillborn en un proyecto llamado "Coloso", editó un demo y contribuyó con un cover de "Sad But True" de Metallica para el discoMetal Militia: A Tribute to Metallica II en 1996. La banda estuvo inactiva después de esta grabación y Messiah regresó a Memento Mori para grabar y lanzar "Songs for the Apocalypse", Vol. 4, en 1997. Él también fue la voz invitada para la banda de melodic death metal/blackened death metal Satariel.

### 2002-2006
La formación de Candlemass que grabó "Nightfall", se reformó en el 2002 e hizo varios festivales y conciertos. Candlemass lanzó grabaciones en vivo, durante este período, como Doomed For Live y una compilación llamada Essential Doom, que incluía una versión demo de "Witches", una canción que más tarde se incluyó en el auto-titulado álbum del 2005, Candlemass. Después de volver a salir de Candlemass, Messiah apareció en dos lanzamientos de DVD: Documents of Doom y The Curse of Candlemass. Candlemass anunció en octubre de 2006 que Messiah se había ido de la banda una vez más.
Además, en 2003, Messiah co-fundó Requiem y lanzó un demo de tres canciones, aunque la banda se disolvió debido a la reunificación de Candlemass y diferencias musicales dentro de la banda.

### 2007-presente
Messiah fue uno de los vocalistas invitados en Therion para una serie de presentaciones en vivo en 2007. En 2011, Messiah apareció para cantar en vivo con la banda sueca de heavy metal Portrait, interpretando la canción "Black Funeral". En 2014, cantó en "Hel", una canción de Amon Amarth perteneciente al álbum Deceiver of the Gods.

## Discografía

### Con Mercy
- 1984 - Mercy
- 1985 - Witchburner

### ConCandlemass

#### Álbumes de estudio
- 1987 - Nightfall
- 1988 - Ancient Dreams
- 1989 - Tales of Creation
- 2005 - Candlemass

#### En vivo
- 1990 - Live
- 2003 - Doomed for Live

#### Álbumes compilatorios
- 2003 - Diamonds of Doom
- 2004 - Essential Doom
- 2005 - Doom Songs the Singles 1986-1989

#### Videos
- 2002 - Documents of Doom
- 2005 - The Curse of Candlemass

### Con Memento Mori
- 1993 - Rhymes of Lunacy
- 1994 - Life, Death, and Other Morbid Tales
- 1997 - Songs for the Apocalypse, Vol. 4